# Sandro Hit
Sandro Hit (né en 1993, mort en 2021) est un étalon du stud-book Oldenbourg, qui a connu du succès en concours de dressage, puis en tant que père de nombreux poulains parmi les meilleurs dans cette discipline. Il mesure environ 1,73 m.
En 1999, Sandro Hit est devenu le champion du monde des chevaux de dressage de six ans et a remporté les championnats fédéraux d'Allemagne à Warendorf. Il a également été nommé meilleur jeune étalon en 2000.
Il meurt le 18 août 2021, des suites d'une infection.

## Descendance
Il a donné dix fils licenciés dès sa première saison de reproduction, et sa fille Poetin 2 a remporté la section jument et hongre de 3 ans aux Championnats fédéraux d'Allemagne en 2000, après quoi elle a été vendue en France pour un record de 2,5 millions d'euros. En 2001, 5 des 10 meilleurs poulains en Allemagne étaient de Sandro Hit, dont un champion fédéral et deux vice-champions. L'un de ses poulains, Show Star, a été champion national des jeunes chevaux en 2001 et vice-champion en 2002. En 2002, il a donné Sir Wilson et Stedinger, deux étalons Champion. Sandro Hit a l'indice le plus élevé d'Allemagne pour les performances de ses descendants, à 153, et également la cote de sécurité la plus élevée à 88 %,.
Beaucoup de ses descendants se sont vendus à des prix records. En 2000, sa pouliche Starlett s'est vendue 140 000 deutschmarks, faisant d'elle la jument poulinière la plus chère, Schatzinsel obtenant le record de prix de la vente aux enchères de printemps de Vechta en 2000. Lors de la vente aux enchères de printemps de Vechta en 2002, son fils Super Star a été vendu pour plus de 250 000 euros. En 2003, sa pouliche Sandritana Olympia était le poulain le plus cher des Pays-Bas lorsqu'elle a été vendue pour 31 000 euros. En 2006, un poulain de Sandro Hit s'est vendu pour un record de 103 000 euros à la vente Verden Elite Hanovre Jument et Poulain.
L'une de ses filles, Hot Summer, a remporté un tournoi de dressage à l'âge de 7 ans avec 9,8 points.
Sandro Hit est approuvé pour l'élevage par les stud-books Oldenburg, Hanovrien, Rhénan et Westphalien, ainsi que par toutes les associations d'élevage du sud de l'Allemagne, de la Suède, du Danemark et de la France.